# Sant’Angelo d’Alife
Sant’Angelo d’Alife – miejscowość i gmina we Włoszech, w regionie Kampania, w prowincji Caserta.
Według danych na rok 2004 gminę zamieszkiwało 2406 osób, 72,9 os./km².